# Перелік екзопланет
| метод Доплера транзит timing | астрометрія direct imaging microlensing | pulsar timing |

Кількість екзопланет відкритих щорічно станом на 2014р. Кольори вказують на метод реєстрації планети:
метод Доплера
транзит
timing
астрометрія
direct imaging
microlensing
pulsar timing

Перелік екзопланет містить більшість відомих на сьогодні планет, відкритих поза межами Сонячної системи. 

## Вступ
Позасонячні планети вперше було знайдено біля пульсарів PSR B1257+12 та PSR B1620-26. Ці відкриття мали місце відповідно у 1992 та 1993 роках. Першу екзопланету біля зорі Головної Послідовності, 51 Пегаса b, було відкрито у 1995р. на орбіті навколо 51 Пегаса.

Перелічені планети подані з зазначенням їх приблизної оцінки маси, яка виражена в одиницях маси Юпітера (MJ = 1.8986 × 1027 кг), або в одиницях маси Землі (ME = 5.9736 × 1024 кг), а також оцінки відстані до материнської зорі, що виражена в астрономічних одиницях (1 AU = 1.496 × 108 км). Детальнішу інформацію про методи відкриття планет можна знайти в статті Екзопланета.
У більшості випадків наведено тільки нижню межу оцінки маси планети. Якщо планету було відкрито методом променевої швидкості, то неможливо отримати жодної інформації про нахил орбіти планети, а значить й обчислити її масу. В результаті стало загальноприйнятим виражати маси екзопланет використовуючи мінімальну оцінку їхньої маси, при цьому розуміючи, що справжня маса екзопланети може бути більшою.
На сьогоднішній день, згідно з даними Міжнародного Асторономічного Союзу, немає загальноприйнятої системи найменувань для планет, що обертаються навколо інших зір. Наразі, відкриті екзопланети називають іменами материнських зір з додаванням малих латинських літер (починаючи з "b", "c", "d", ...), по мірі відкриття нових екзопланет біля тієї ж зорі. Наприклад, 16 Cygni Bb є першою екзопланетою знайденою біля зорі 16 Cygni B, яка у свою чергу належить до системи потрійної зорі 16 Cygni.
Зауважте, що верхня межа маси планети становить 13 MJ. Об'єкти з більшими масами прийнято зараз вважати коричневими карликами, незважаючи на спосіб його формуванная та на розташування на орбіті. Хоча в Енциклопедії Позасонячних Планет є 19 екзопланет з впевнено визначеною масою, що перевищує вищезазначену межу, й у деяких планет вона сягає до 25 MJ. Якщо МАС виключить ці об'єкти з переліку екзопланет то їх кількість зменшиться на відповідне число. Тому зазначані об'єкти тут не подаються, а включені до переліку коричневих карликів.

## Позасонячні планети

### Таблиця даних по кожній екзопланеті
Планети, що входять до багатопланетних систем, виділені жовтим кольором.

### Таблиця даних поматеринських зоряхз екзопланетами
Зорі відсортовано згідно зі зростанням небесної координати пряме сходження.

## Інші
- GJ 667Cb
- GJ 667Cc

## Див.також
- Список можливих екзопланетних систем
- SuperWASP
- Перелік коричневих карликів
- Список екзопланет у сузір'ї Терезів
- Категорія:Списки зір